# Vicol Calabiciov
Vicol Calabiciov este un canoist⁠(d) român retras din activitate, care a concurat la sfârșitul anilor 1960 și începutul anilor 1970. A câștigat două medalii la Campionatele Mondiale de canoe sprint ICF⁠(d): una de aur (C-2 1000 m: 1966⁠(d)) și una de bronz (C-2 10000 m: 1971⁠(d)).

## Palmares internațional
| Campionat Mondial⁠(d)  | Campionat Mondial⁠(d)         | Campionat Mondial⁠(d) | Campionat Mondial⁠(d) |
| An                    | Loc                          | Medalie              | Competiție           |
| --------------------- | ---------------------------- | -------------------- | -------------------- |
| 1966⁠(d)               | Berlinul de Est ( RDG )      | Aur                  | C2 1000 m            |
| 1971⁠(d)               | Belgrad Iugoslavia           | Bronz                | C2 10 000 m          |
| Campionat European⁠(d) |                              |                      |                      |
| An                    | Loc                          | Medalie              | Competiție           |
| 1969⁠(d)               | Moscova ( Uniunea Sovietică) | Argint               | C2 1000 m            |

## Distincții
- Medalia „Meritul Sportiv” clasa I (25 octombrie 1966) „pentru rezultatele deosebite obținute în competițiile sportive internaționale, precum și pentru contribuția valoroasă adusă la dezvoltarea culturii fizice și sportului în țara noastră”[4]